# Johannes van Toledo (geestelijke)
Johannes van Toledo (geboren in Engeland, overleden op 13 juli 1275 te San Germano) was een Engels geestelijke.
Johannes studeerde medicijnen in Toledo en sloot zich aan bij de orde der cisterciënzers. Hij werd naar Rome gestuurd en was daar de privé-arts van de paus. Hij werd op 28 mei 1244 tot kardinaal benoemd door paus Innocentius IV, voor wie hij met de Engelse koning onderhandelde. In 1262 werd hij kardinaal-bisschop in het bisdom Porto-Santa Rufina. Hij nam deel aan de pauselijke verkiezing van 1268 tot 1271. In januari 1273 zat hij het College van Kardinalen voor.